# Linia Mason-Dixon

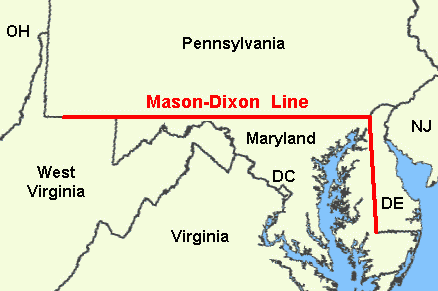
Linia Mason-Dixon

Linia Mason-Dixon a fost denumită după astronomul englez Charles Mason  (n. 1730; † 1787) și geodezul englez Jeremiah Dixon (n. 1733; † 1779). Linia alcătuiește o graniță tradițională între Statele din Nord și Statele din Sud din SUA.
Linia leagă punctul cel mai nordic - 39° 43′ N, 75° 47′ W cu punctul cel mai sudic  38° 28′ N, 75° 42′ W. Ea a fost stabilită prin măsurătorile dintre anii  1763 - 1767 și este considerată și azi ca graniță dintre statele nordamericane Pennsylvania și Maryland, măsurători efectuate pentru a clarifica cearta dintre familiile Penn din Pennsylvania si Calvert din Maryland. Cearta a fost cauzată de harta veche care nu era întocmită exact, cele două familii au însărcinat pe Mason și Dixon de a efectua măsurătorile. Această linie istorică a desemnat mai târziu și granița dintre statele scalavagiste din sud și cele industriale din nord în Războiul civil american. Statele din Sud fiind denumite și „Dixieland”.